# Como Fazer um Filme de Amor
Como Fazer um Filme de Amor é um filme brasileiro de comédia romântica, distribuído pela Lumière com roteiro e direção de José Roberto Torero, estrelado por Denise Fraga, Cássio Gabus Mendes e Marisa Orth. Foi filmado entre novembro e dezembro de 2002 e lançado nos cinemas em 29 de outubro de 2004.
Durante a participação no Festival de Montreal, Como Fazer um Filme de Amor foi elogiado pelo jornal local La Presse e recebeu o convite para abrir o Festival de Biarritz, na França. A empresa distribuidora de filmes norte-americana Cinema Management Group adquiriu os direitos de distribuição para o exterior.
Foi apresentado no Festival de Cinema do Recife e no Teatro Guararapes.

## Elenco
- Denise Fraga ... Laura
- Cássio Gabus Mendes ... Alan
- Marisa Orth ... Lilith
- André Abujamra ... Adolf
- Paulo José ... narrador
- Ana Lúcia Torre ... mãe de Laura
- Abrahão Farc ... William
- José Rubens Chachá
- Ilana Kaplan
- Carlos Mariano
- Maria Manuella

## Produção
A inspiração para o roteiro veio dos livros de romances de banca de jornal Júlia, Bianca e Sabrina que Torero e seus amigos haviam lido. Logo eles perceberam que havia uma fórmula fixa nestas publicações: o mocinho é mais velho que a mocinha, ela quer subir na profissão ou mudar, tem um mentor, um primeiro encontro ríspido, uma rival, uma primeira noite sem sexo, um encontro num lugar idílico. Também passaram a ver filmes românticos e viram que a fórmula também estava lá e a partir daí vieram as ideias para fazer o roteiro.
O filme teve patrocínio da Petrobras através da Lei Rouanet para produção e da "Seleção Extraordinária 2003 para Projetos de Distribuição de Longa Metragem" realizada em parceria com o Ministério da Cultura, sendo finalizado com o apoio da Ancine e com apoio ao lançamento da Globo Filmes.

## Prêmios
- Festival de Belém do Cinema Brasileiro 2004: Melhor roteiro e melhor fotografia.[13][4][8]
- CINEPE - Festival do Audiovisual em Recife 2004: Melhor roteiro.[14][4][8]